# Guémar
Guémar (Geemàr en alsacien) est une commune française située dans la circonscription administrative du Haut-Rhin et, depuis le 1er janvier 2021, dans le territoire de la Collectivité européenne d'Alsace, en région Grand Est. Cette commune se trouve dans la région historique et culturelle d'Alsace. Ses habitants sont appelés les Guémariens.

## Géographie

### Localisation
Guémar fait partie du canton de Sainte-Marie-aux-Mines et de l'arrondissement de Colmar-Ribeauvillé. Les habitants sont connus sous le nom de Guémariens. Guémar est située à 14 km au nord de Colmar, 10 km au sud de Sélestat en venant de Strasbourg et à 6 km à l'est de Ribeauvillé. On peut accéder à Guémar en prenant la sortie 20 de l'autoroute A35 puis en accédant à la route départementale D 106.

### Communes  limitrophes
Les communes limitrophes sont Zellenberg, Illhaeusern, Colmar, Ostheim, Ohnenheim, Sélestat, Bergheim, Ribeauvillé et Saint-Hippolyte.
| Saint-Hippolyte Bergheim | Sélestat Bas-Rhin |             |
| Ribeauvillé Zellenberg   | Guémar            | Illhaeusern |
| Ostheim                  | Colmar            |             |

### Cours d'eau
Les cours d'eau traversant le village sont :
- la Fecht ;
- l'Ill (France) ;
- le Lohbach ;
- le Muehlbach;
- Le Strengbach.

### Hydrographie

#### Réseau hydrographique
La commune est dans le bassin versant du Rhin au sein du bassin Rhin-Meuse. Elle est drainée par l'Ill, la Fecht, le Strengbach, le Neugraben, le ruisseau l'Horgiessen, le ruisseau l'Oberriedgraben, le ruisseau Bennwasser, le Breitbrunnenwasser, le Brunnwasser, le Forstlach, le Lohbach, le Muhlbach et le Scheidgraben,,.
L'Ill, d'une longueur de 217 km, prend sa source dans la commune de Winkel et se jette  dans le Grand Canal d'Alsace à Offendorf, après avoir traversé 68 communes. 

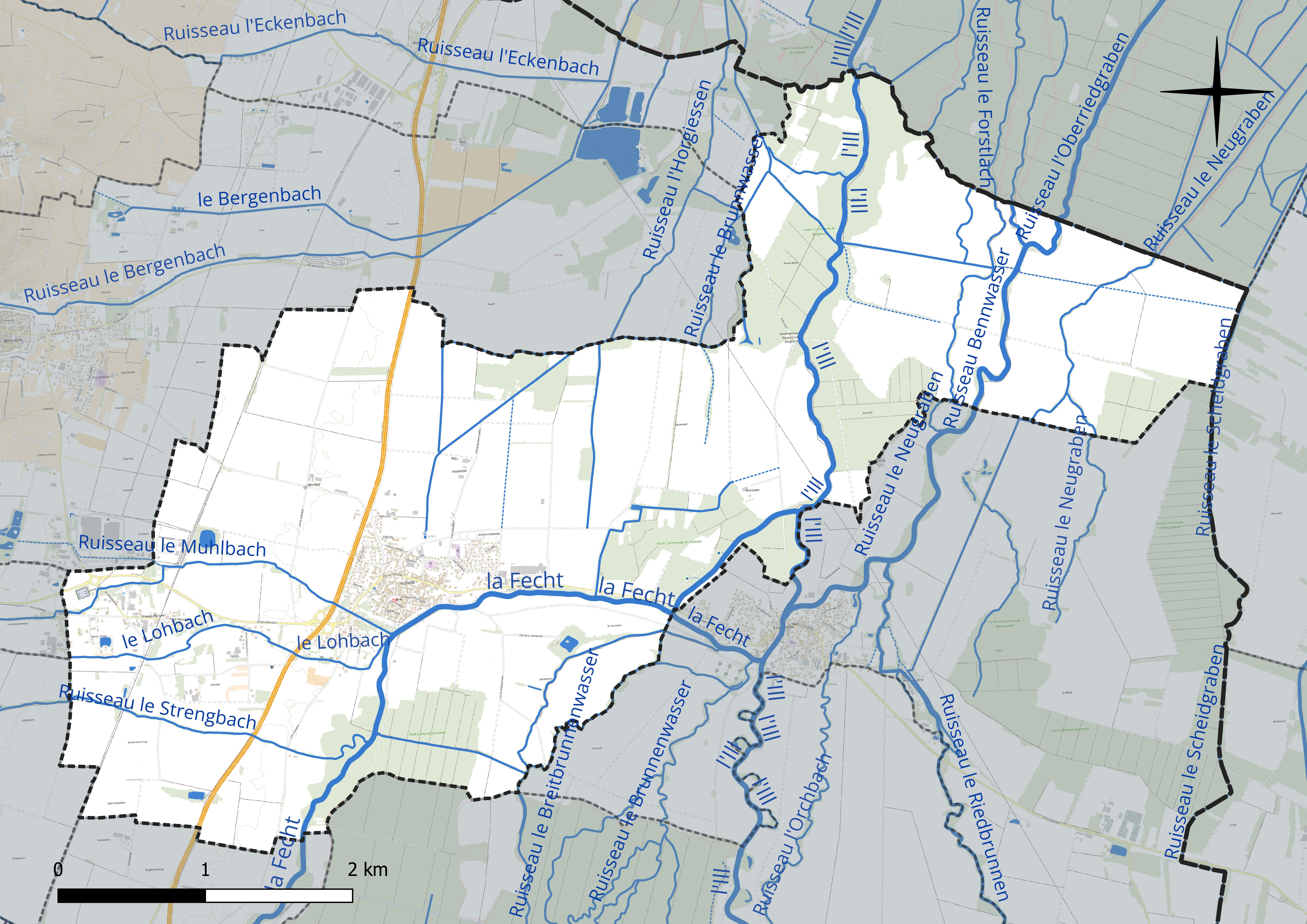
Réseau hydrographique de Guémar.

La Fecht, d'une longueur de 49 km, prend sa source dans la commune de Metzeral et se jette  dans l'Ill à Illhaeusern, après avoir traversé 19 communes. Les caractéristiques hydrologiques de la Fecht sont données par la station hydrologique située sur la commune d'Ostheim. Le débit moyen mensuel est de 6,68 m3/s. Le débit moyen journalier maximum est de 125 m3/s, atteint lors de la crue du 15 février 1990. Le débit instantané maximal est quant à lui de 140 m3/s, atteint le même jour.
Le Strengbach, d'une longueur de 17 km, prend sa source dans la commune de Aubure et se jette  dans la Fecht sur la commune, après avoir traversé cinq communes. 

#### Gestion et qualité des eaux
Le territoire communal est couvert par le schéma d'aménagement et de gestion des eaux (SAGE) « Ill Nappe Rhin ». Ce document de planification concerne la nappe phréatique rhénane, les cours d'eau de la plaine d'Alsace et du piémont oriental du Sundgau, les canaux situés entre l'Ill et le Rhin et les zones humides de la plaine d'Alsace. Le périmètre s’étend sur 3 596 km2. Il a été approuvé le 17 janvier 2005. La structure porteuse de l'élaboration et de la mise en œuvre est la région Grand Est. 
La qualité des cours d’eau peut être consultée sur un site dédié géré par les agences de l’eau et l’Agence française pour la biodiversité. 

### Climat
Pour des articles plus généraux, voir Climat du Grand Est et Climat du Haut-Rhin.
En 2010, le climat de la commune est de type climat océanique altéré, selon une étude du Centre national de la recherche scientifique s'appuyant sur une série de données couvrant la période 1971-2000. En 2020, Météo-France publie une typologie des climats de la France métropolitaine dans laquelle la commune est exposée à un climat semi-continental et est dans la région climatique  Alsace, caractérisée par une pluviométrie faible, particulièrement en automne et en hiver, un été chaud et bien ensoleillé, une humidité de l’air basse au printemps et en été, des vents faibles et des brouillards fréquents en automne (25 à 30 jours). 
Pour la période 1971-2000, la température annuelle moyenne est de 10,6 °C, avec une amplitude thermique annuelle de 17,8 °C. Le cumul annuel moyen de précipitations est de 542 mm, avec 7,8 jours de précipitations en janvier et 8,7 jours en juillet. Pour la période 1991-2020, la température moyenne annuelle observée sur la station météorologique de Météo-France la plus proche, « Bergheim-Inra », sur la commune de Bergheim à 3 km à vol d'oiseau, est de 11,3 °C et le cumul annuel moyen de précipitations est de 664,4 mm. 
La température maximale relevée sur cette station est de 38,9 °C, atteinte le 13 août 2003 ; la température minimale est de −16,9 °C, atteinte le 20 décembre 2009,,. 
Les paramètres climatiques de la commune ont été estimés pour le milieu du siècle (2041-2070) selon différents scénarios d'émission de gaz à effet de serre à partir des nouvelles projections climatiques de référence DRIAS-2020. Ils sont consultables sur un site dédié publié par Météo-France en novembre 2022.

## Urbanisme

### Typologie
Au 1er janvier 2024, Guémar est catégorisée bourg rural, selon la nouvelle grille communale de densité à sept niveaux définie par l'Insee en 2022.
Elle est située hors unité urbaine. Par ailleurs la commune fait partie de l'aire d'attraction de Colmar, dont elle est une commune de la couronne,. Cette aire, qui regroupe 95 communes, est catégorisée dans les aires de 50 000 à moins de 200 000 habitants,.

### Occupation des sols
L'occupation des sols de la commune, telle qu'elle ressort de la base de données européenne d’occupation biophysique des sols Corine Land Cover (CLC), est marquée par l'importance des territoires agricoles (74,2 % en 2018), en diminution par rapport à 1990 (75,6 %). La répartition détaillée en 2018 est la suivante : 
terres arables (65,8 %), forêts (18,3 %), zones urbanisées (4,9 %), prairies (4,6 %), zones agricoles hétérogènes (3,7 %), zones industrielles ou commerciales et réseaux de communication (2,6 %). L'évolution de l’occupation des sols de la commune et de ses infrastructures peut être observée sur les différentes représentations cartographiques du territoire : la carte de Cassini (XVIIIe siècle), la carte d'état-major (1820-1866) et les cartes ou photos aériennes de l'IGN pour la période actuelle (1950 à aujourd'hui).

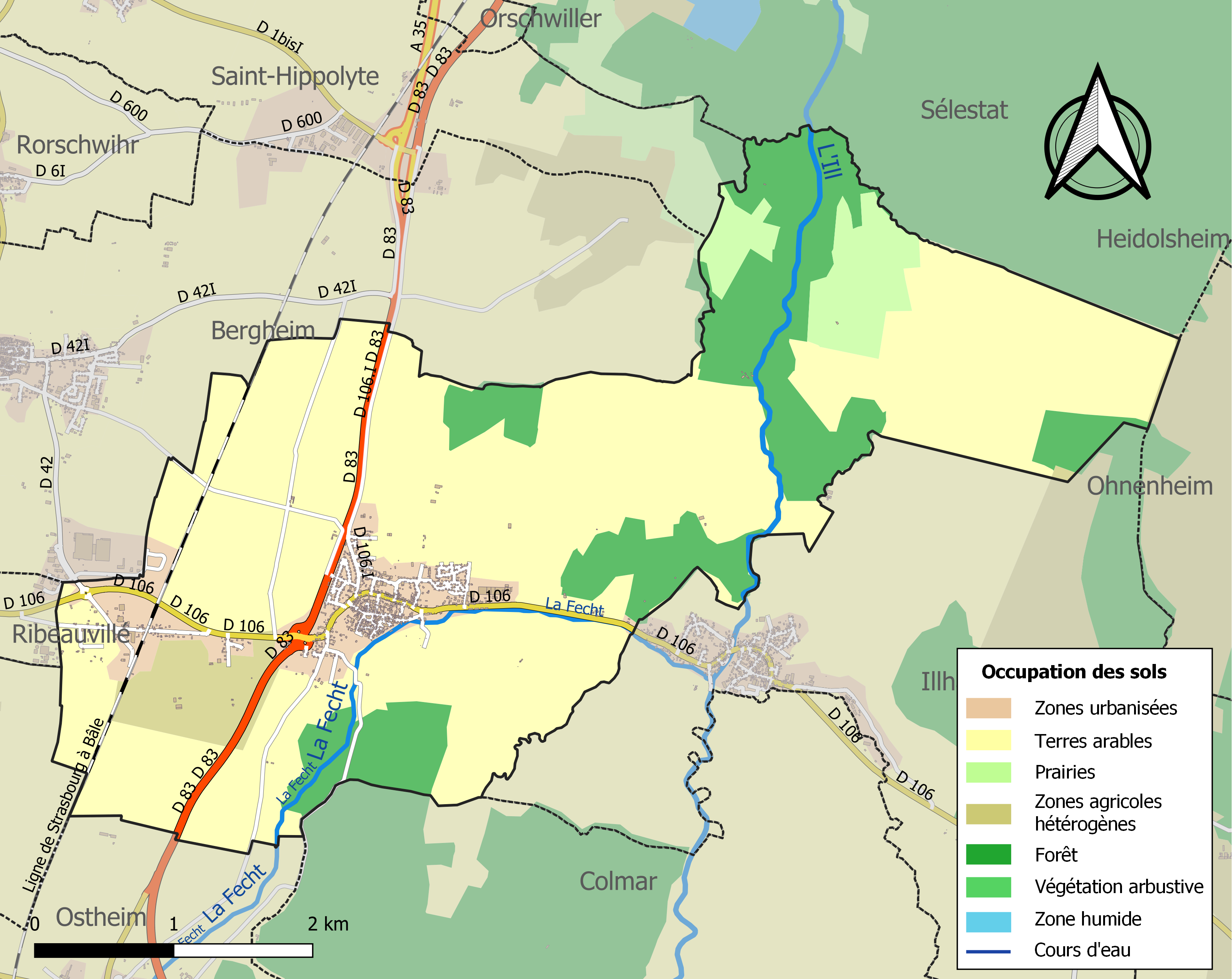
Carte des infrastructures et de l'occupation des sols de la commune en 2018 (CLC).

## Toponymie
Anciens noms : Ghermari, Ghosmari (768) ; Gasmaringa (776) ; Guirmari (777) ; Germeri (777) ; Garmaringam (854) ; Kermere (885) ; Gemare (953) ; Gemirre (1278-1493) ; Gemer (1350) ; Geremer (XIIe siècle) ; Gemer (1278) ; Gemer (1354) ; Guémar (1793).

## Histoire

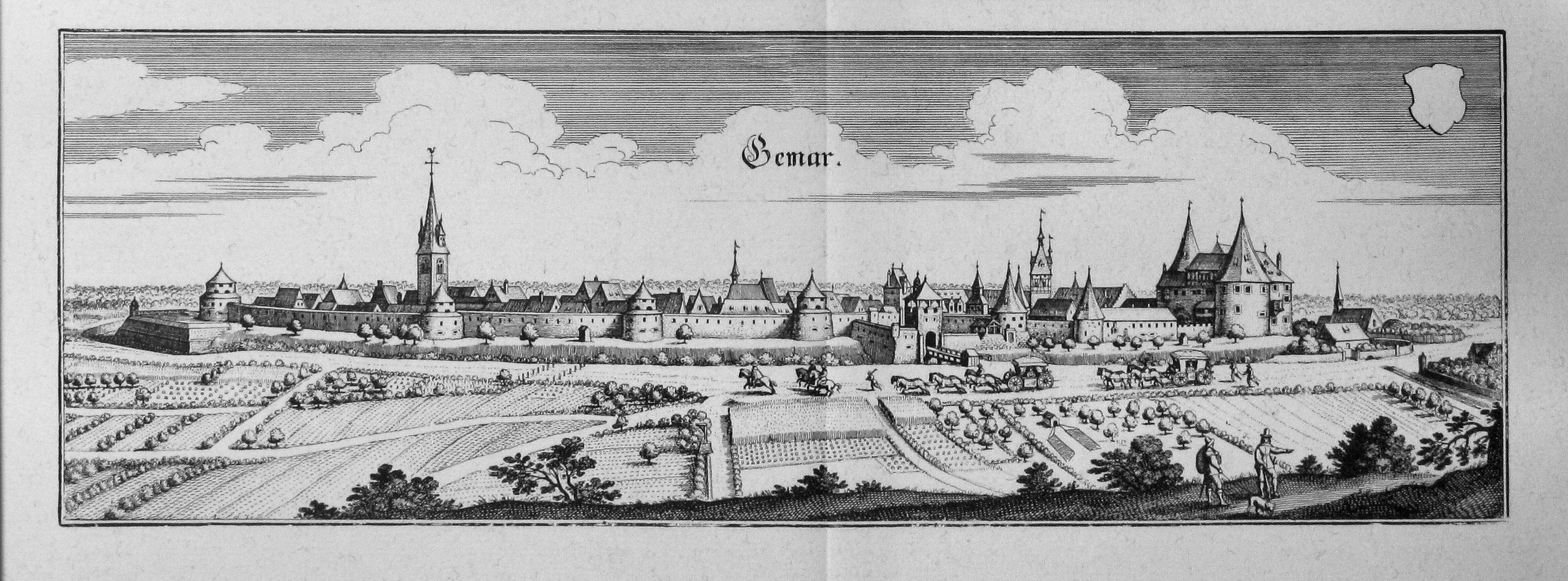
Topographia Alsatiae, Gemar

Guémar (Ghermari) est déjà mentionné en 768 par Pépin le Bref. Il fut donné par Widon à l'abbé Fulrad, abbé de Saint-Denis, qui le donna au prieuré de Lièpvre. Le village appartenait au VIIIe siècle à Widon. Le comte Widon (Widonides), de la dynastie franque, futur marquis de Bretagne a cédé également à l'abbé Fulrad des comtés en Alsace et dans le Saulnois. Outre Guémar, le comte Widon possédait aussi des terres à Orschwiller (Andaldoville), Ribeauvillé (Ratbertovillare) et d'autres villages proches de Colmar. La pêche est une activité principale, un port et un bac sont mentionnés dès 1298. En 1340, Guémar fut entourée par des remparts, et elle obtient le statut de ville en 1369.
Au XIVe siècle, le bourg se compose de deux villages, Ober-Guémar et Nieder-Guémar, qui se développent autour de deux cours domaniales.
La Seconde Guerre mondiale
La commune a été décorée, le 12 février 1949, de la croix de guerre 1939-1945.

### Une chapelle
Ulric de Ribeaupierre fonda près de Guémar en 1262, une chapelle dédiée à saint Maximin, évêque de Trèves,. Elle devint au Moyen Âge un pèlerinage très fréquenté, mais fut détruite pendant la Révolution. Après rétablissement du culte, le pèlerinage fut transféré dans l'église paroissiale de Guémar. Celle-ci fut construite en 1741 et on y conserve encore une statue de saint Maximin remontant au début du XVIe siècle.

### Un château
Le château appelé Molckenbourg, fut construit en bois en 1287 par Rodolphe de Habsbourg, pour tenir en respect Anselme de Ribeaupierre. Quelques années plus tard il fut fortifié, ce qui ne l'empêcha pas d'être pris et détruit en 1293 par Cuno de Berckheim. Relevé la même année par Anselme, il fut à nouveau ravagé par un incendie deux ans plus tard, et en 1396, Guémar fut assiégé par les Strasbourgeois. Maximin de Ribeaupierre y ayant accueilli plusieurs gentilshommes qui faisaient le métier de brigands. Situé dans l'évêché de Bâle, le château fut assiégé auparavant en 1396 par les Bâlois puis des assaillants venu de Strasbourg, de Colmar et de Sélestat. En 1403, le château est donné en fief au Margrave Bernard de Baden et devient objet de convoitise. En 1406, les copropriétaires du château se mettent d'accord sur le nombre de soldats à envoyer et sur le coût de l'opération. Il servit de résidence d'été aux seigneurs de Ribeauvillé, et ne fut démoli qu'en 1783.

### Héraldique
| Blason de Guémar | Les armes de Guémar se blasonnent ainsi : « De sinople à une herse sommée d'une croix pattée d'or et soutenue d'un poisson contourné d'argent, le tout accompagné de trois écussons d'or, deux en chef et un en pointe. » |

Ayant le statut de ville, Guémar possède des armoiries depuis très tôt, mais faute d'archives, leur représentation n'est connu que depuis le XVIe siècle. Leur signification serait la suivante :
- le fond vert, pour les grands pâturages guémariens ;
- la herse et le poisson, pour les deux principales corporations de la cité, les agriculteurs et pêcheurs ;
- la croix rappelle les premiers propriétaires, les abbayes de Saint-Denis et de Murbach ;
- les trois écussons, ceux des Ribeaupierre auxquels Guémar appartenait de 1471 jusqu'à la Révolution.

## Politique et administration

### Liste des maires
| Période                                  | Période                   | Identité                                       | Étiquette | Qualité                                                  |
| ---------------------------------------- | ------------------------- | ---------------------------------------------- | --------- | -------------------------------------------------------- |
| mars 2001                                | 2008                      | François Haas                                  |           |                                                          |
| mars 2008                                | En cours (au 31 mai 2020) | Umberto Stamile Réélu pour le mandat 2020-2026 |           | Artisan carreleur Président de la Communauté de communes |
| Les données manquantes sont à compléter. |                           |                                                |           |                                                          |

### Jumelages
Gardonne (France)

### Finances locales
En 2015, les finances communales était constituées ainsi :
- total des produits de fonctionnement : 1 321 000 €, soit 950 € par habitant ;
- total des charges de fonctionnement : 1 026 000 €, soit 738 € par habitant ;
- total des ressources d’investissement : 306 000 €, soit 220 € par habitant ;
- total des emplois d’investissement : 787 000 €, soit 566 € par habitant ;
- endettement : 8 000 €, soit 6 € par habitant.

Avec les taux de fiscalité suivants :
- taxe d'habitation : 11,27 % ;
- taxe foncière sur le bâti : 4,50 % ;
- taxe foncière sur les propriétés non bâties : 23,07 % ;
- taxe additionnelle à la taxe foncière sur les propriétés non bâties : 50,60 % ;
- cotisation foncière des entreprises : 15,64 %.

## Démographie

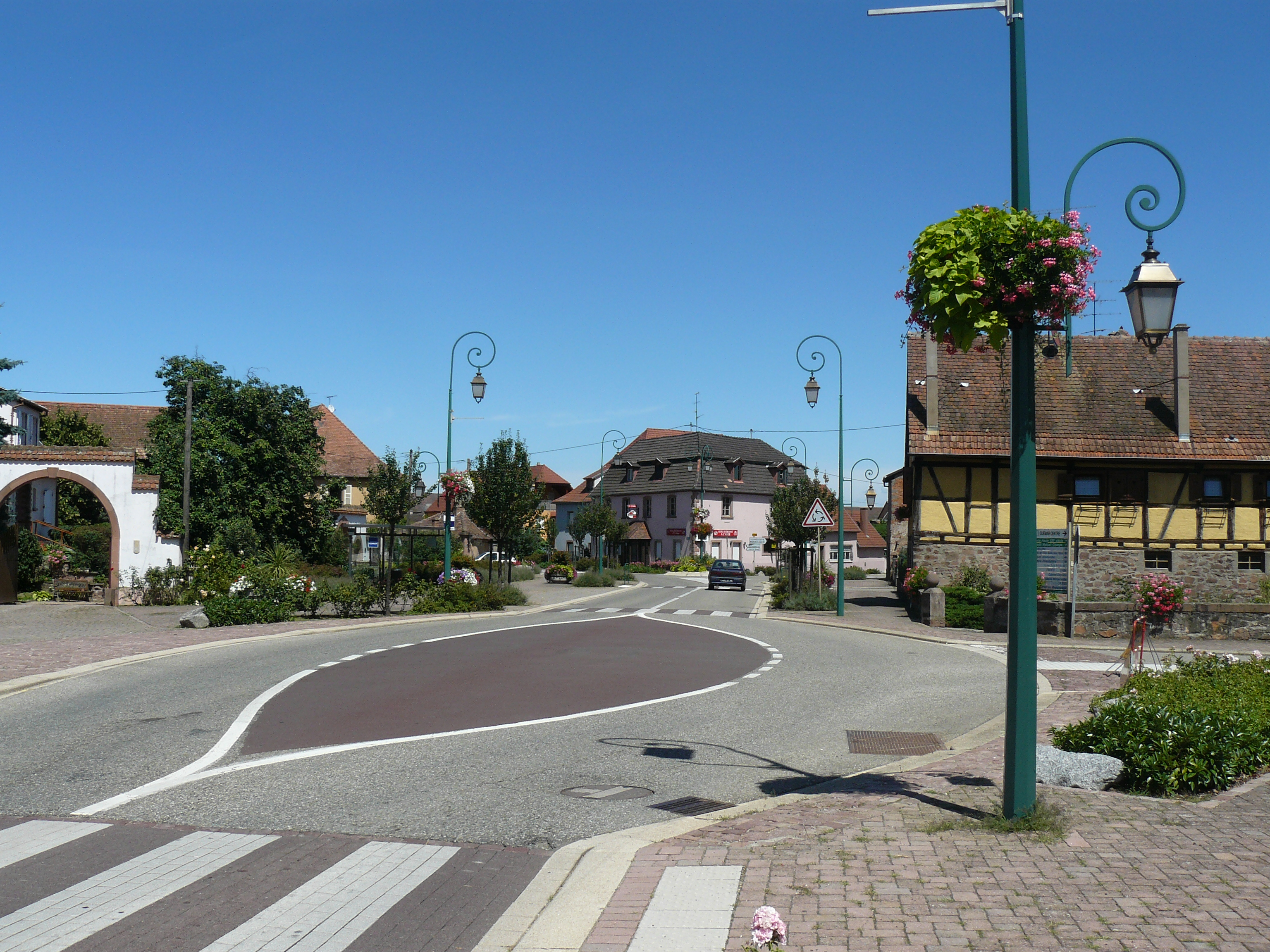
Le début du village, près de la porte haute.

L'évolution du nombre d'habitants est connue à travers les recensements de la population effectués dans la commune depuis 1793. Pour les communes de moins de 10 000 habitants, une enquête de recensement portant sur toute la population est réalisée tous les cinq ans, les populations de référence des années intermédiaires étant quant à elles estimées par interpolation ou extrapolation. Pour la commune, le premier recensement exhaustif entrant dans le cadre du nouveau dispositif a été réalisé en 2008.

En 2022, la commune comptait 1 464 habitants, en évolution de +7,96 % par rapport à 2016 (Haut-Rhin : +0,66 %, France hors Mayotte : +2,11 %).
| 1793 | 1800 | 1806  | 1821  | 1831  | 1836  | 1841  | 1846  | 1851  |
| ---- | ---- | ----- | ----- | ----- | ----- | ----- | ----- | ----- |
| 907  | 815  | 1 031 | 1 280 | 1 488 | 1 494 | 1 468 | 1 574 | 1 546 |

| 1856  | 1861  | 1866  | 1871  | 1875  | 1880  | 1885  | 1890  | 1895  |
| ----- | ----- | ----- | ----- | ----- | ----- | ----- | ----- | ----- |
| 1 384 | 1 424 | 1 404 | 1 350 | 1 301 | 1 336 | 1 289 | 1 219 | 1 208 |

| 1900  | 1905  | 1910  | 1921 | 1926 | 1931 | 1936 | 1946 | 1954 |
| ----- | ----- | ----- | ---- | ---- | ---- | ---- | ---- | ---- |
| 1 183 | 1 101 | 1 013 | 960  | 981  | 974  | 951  | 878  | 801  |

| 1962 | 1968 | 1975  | 1982  | 1990  | 1999  | 2006  | 2008  | 2013  |
| ---- | ---- | ----- | ----- | ----- | ----- | ----- | ----- | ----- |
| 841  | 847  | 1 002 | 1 051 | 1 162 | 1 314 | 1 351 | 1 362 | 1 337 |

| 2018  | 2022  | - | - | - | - | - | - | - |
| ----- | ----- | - | - | - | - | - | - | - |
| 1 411 | 1 464 | - | - | - | - | - | - | - |

## Lieux et monuments

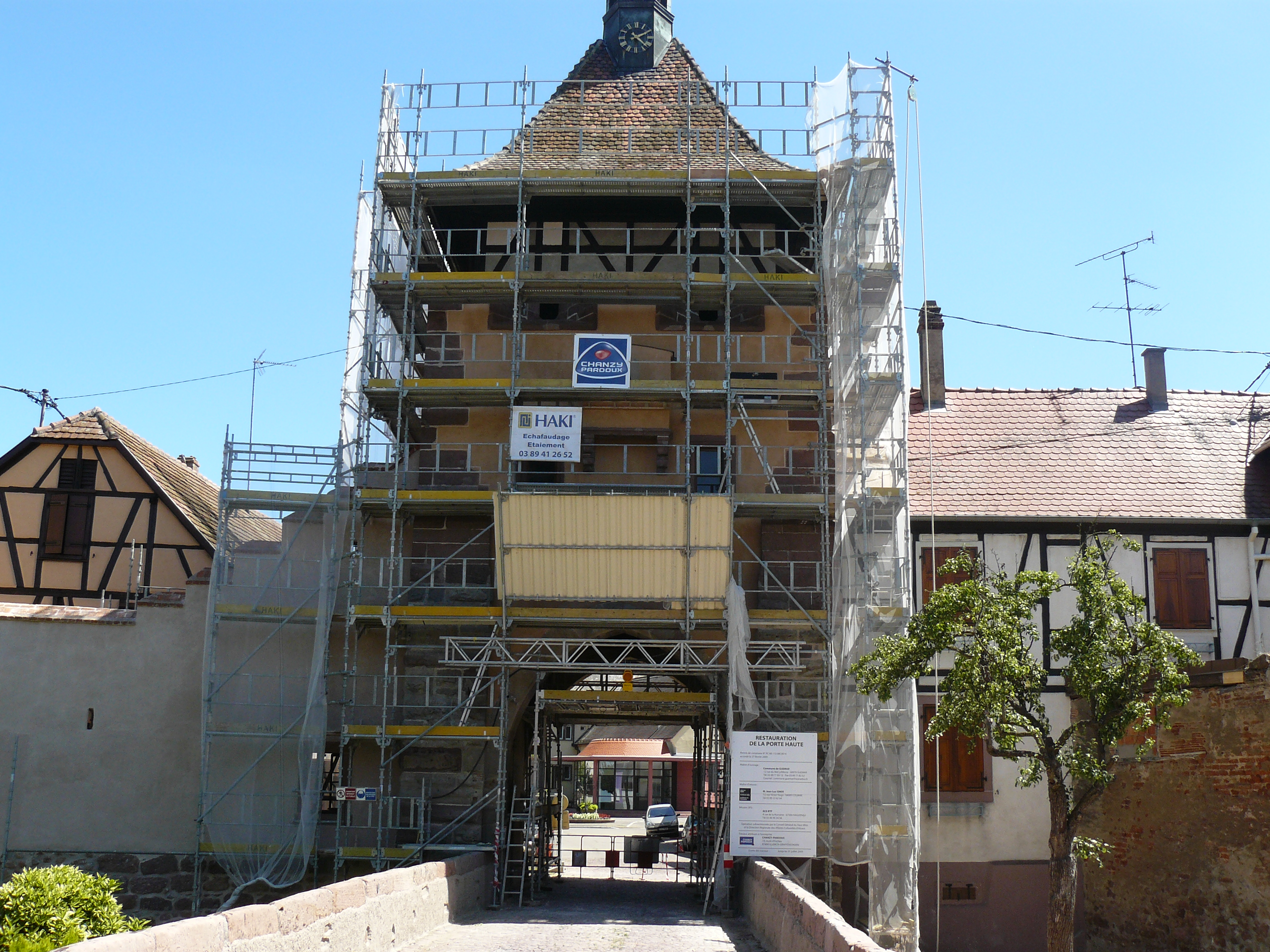
La porte haute (Obertor), enceinte qui entourait le bourg au XIVe siècle.
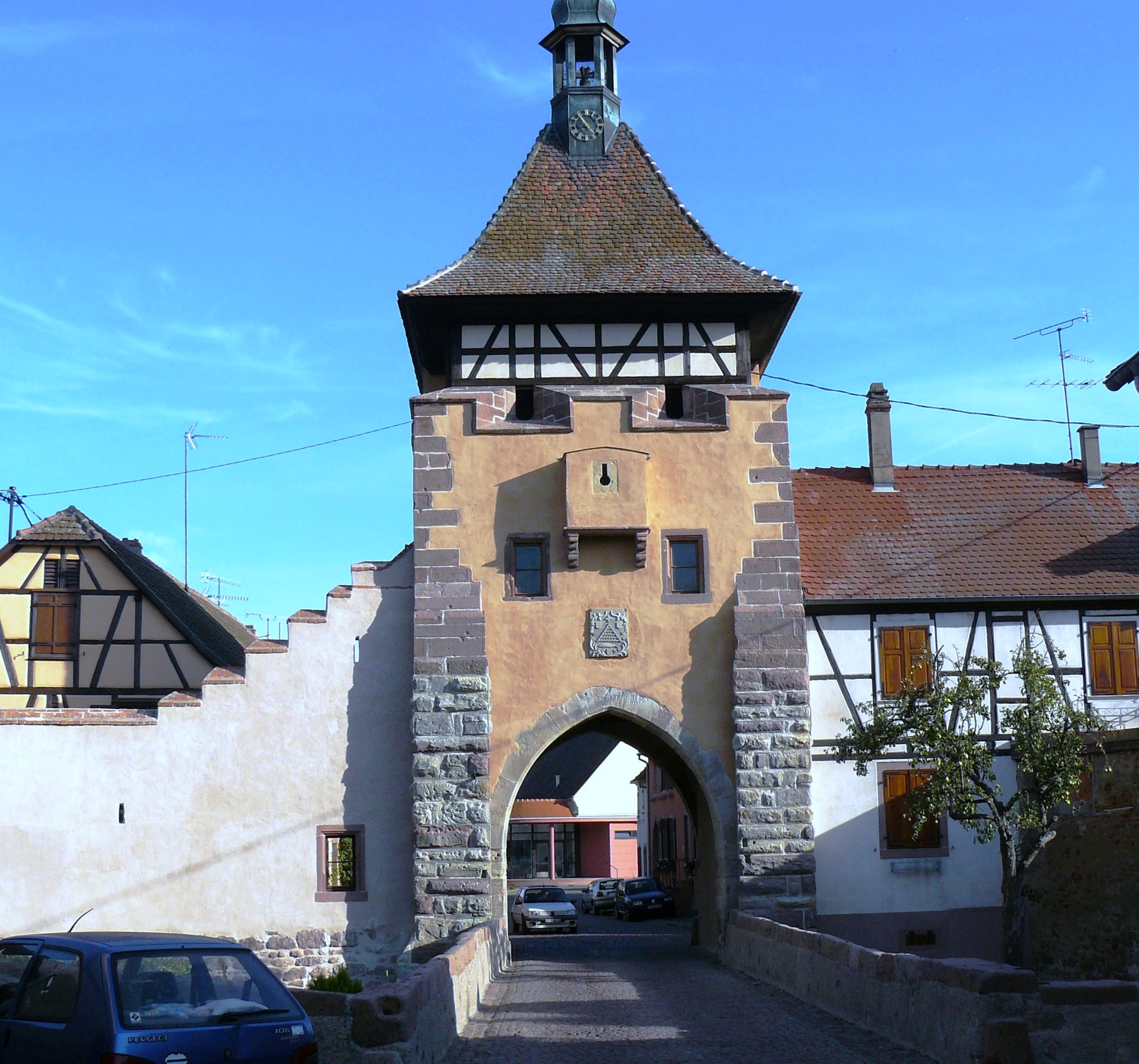
La porte haute (Obertor) réhabilitée en août 2009.
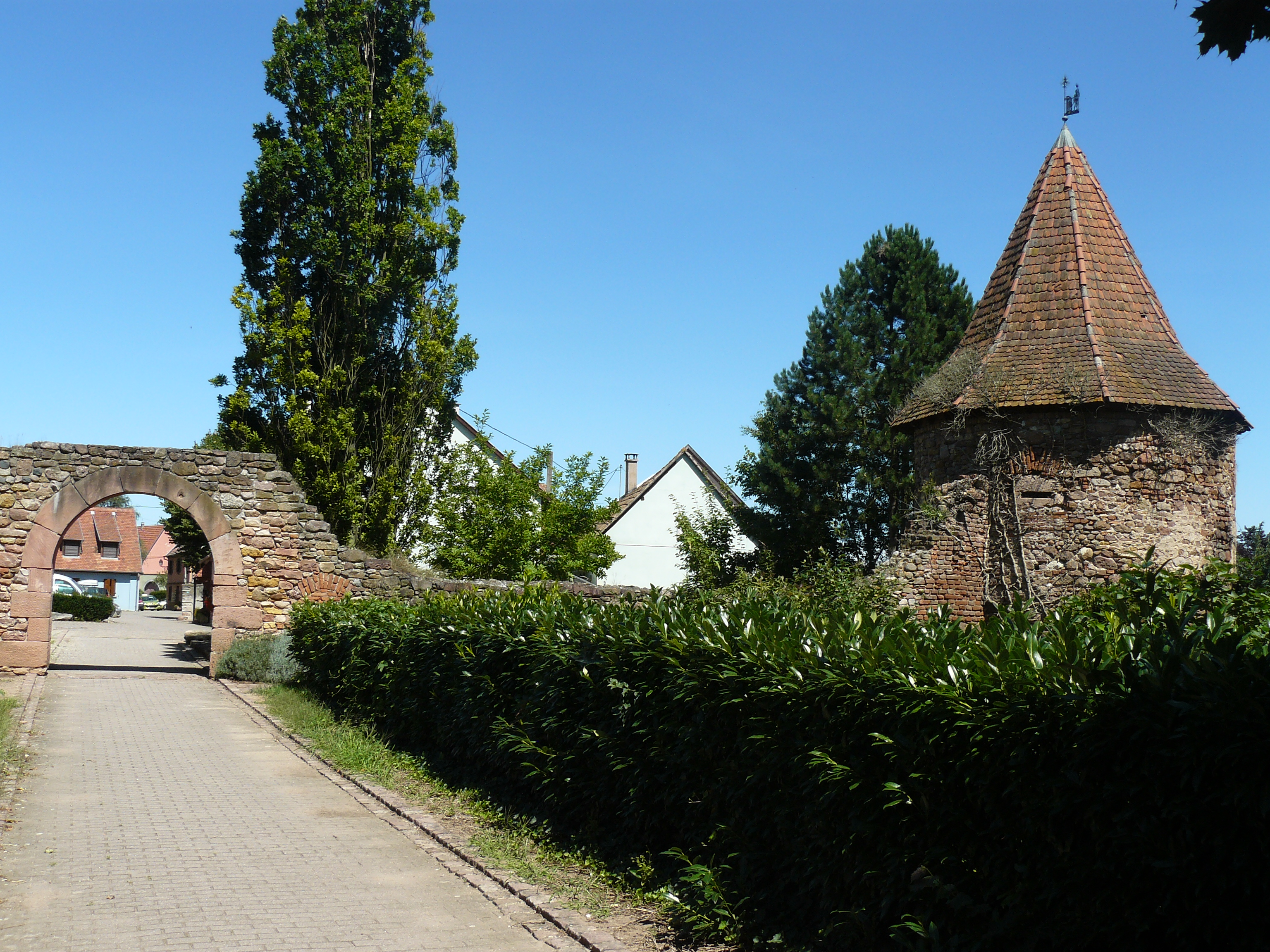
Tour d'enceinte (XIVe-XVIe siècle) ou tour Rousseau.
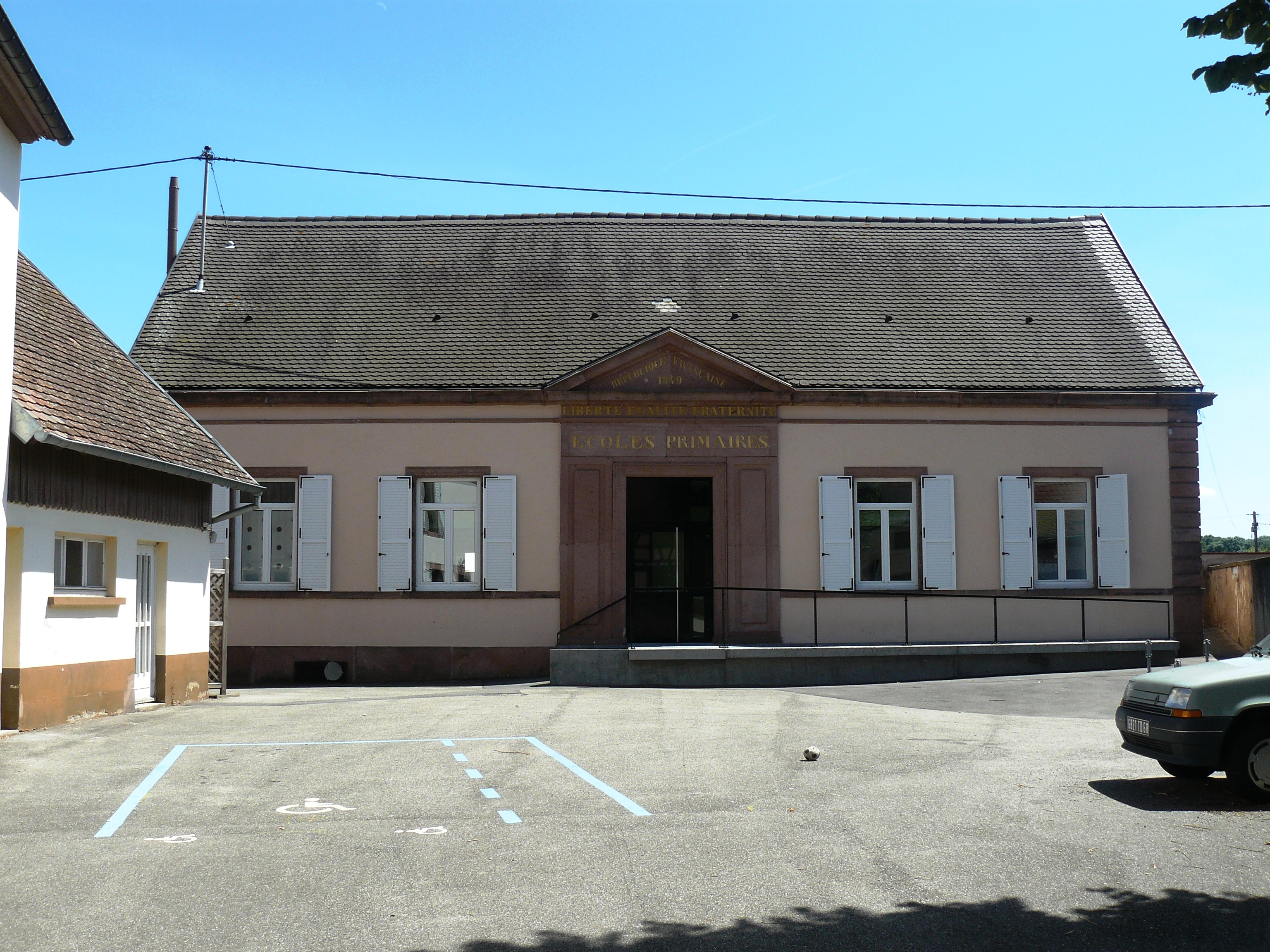
Ancienne école primaire de Guémar[47].

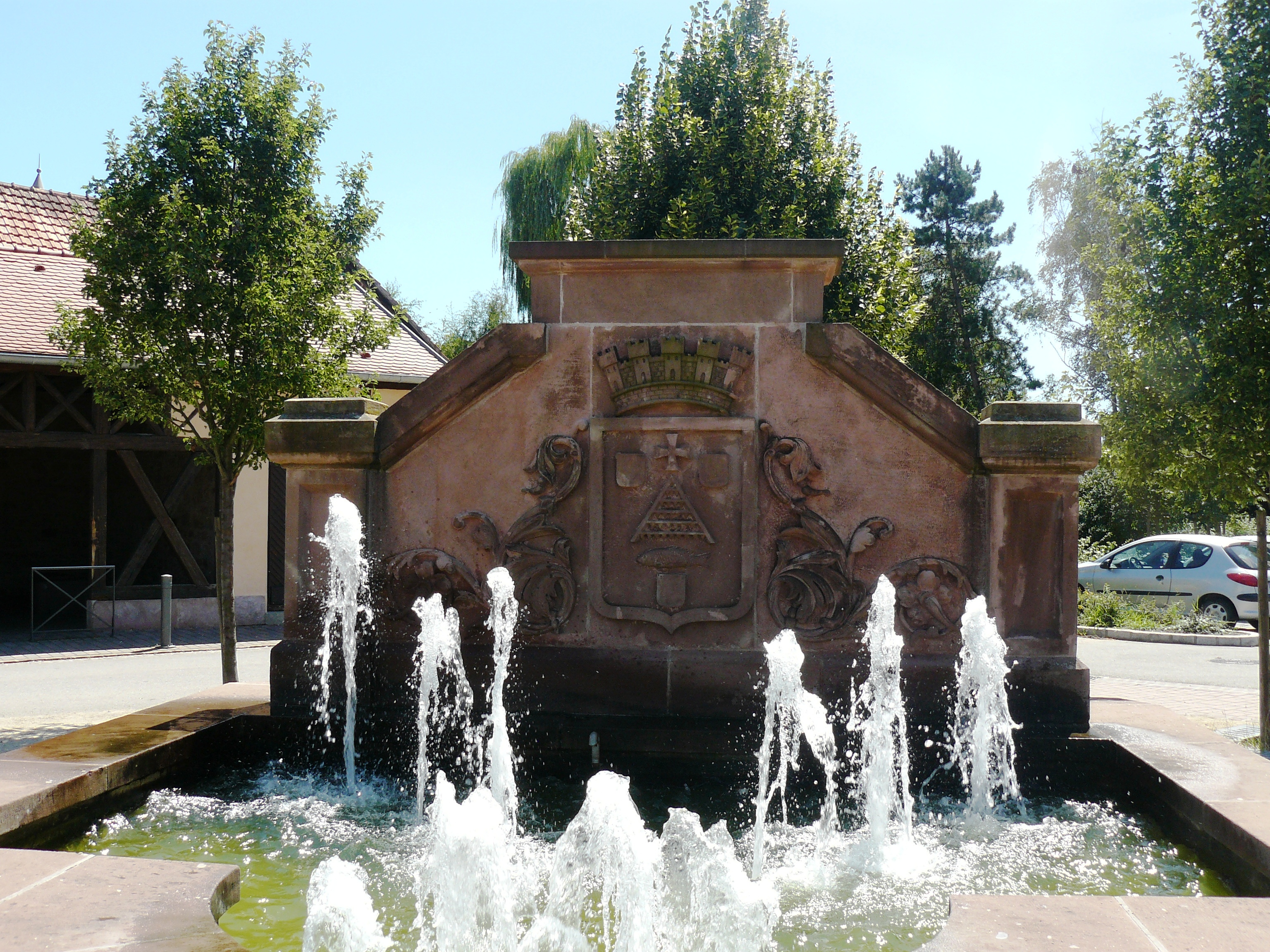
Une fontaine[49].

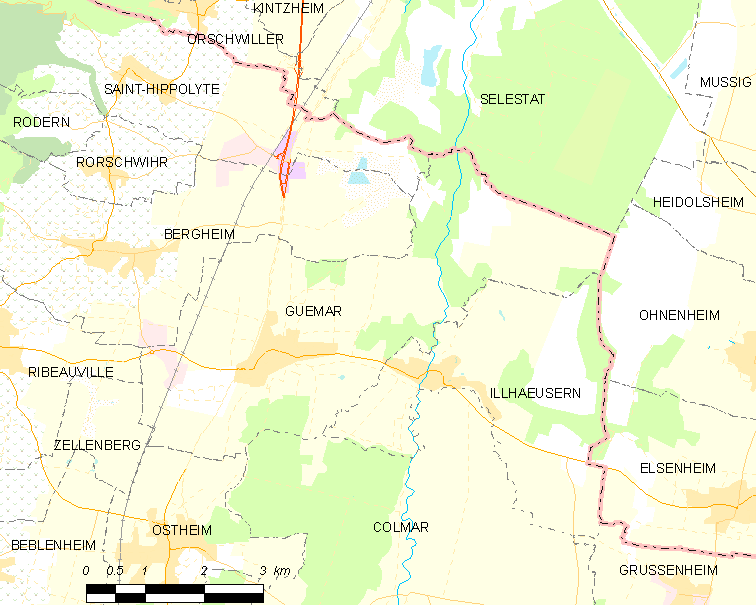
Guémar et les communes environnantes.

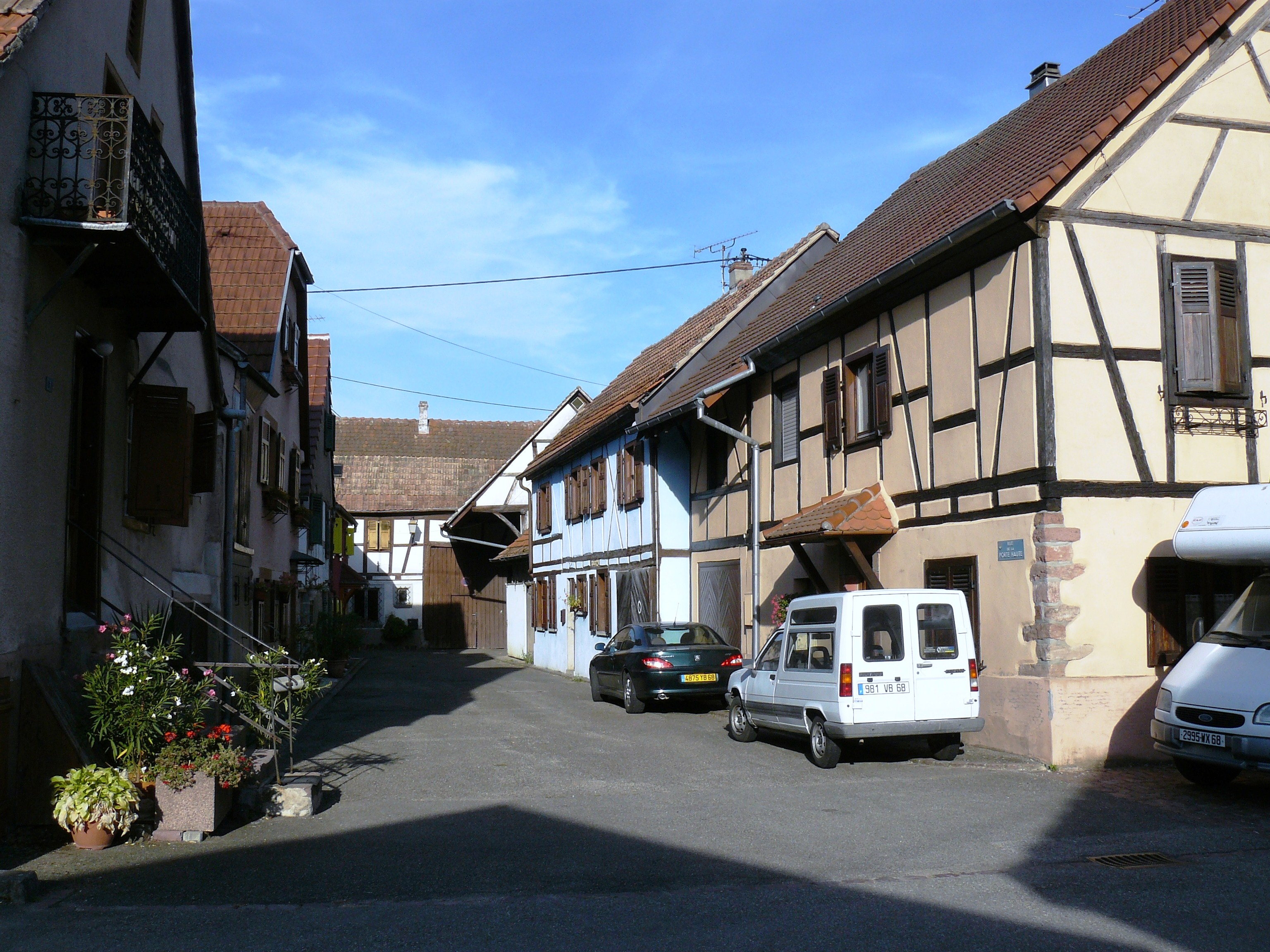
Des maisons anciennes à colombages.
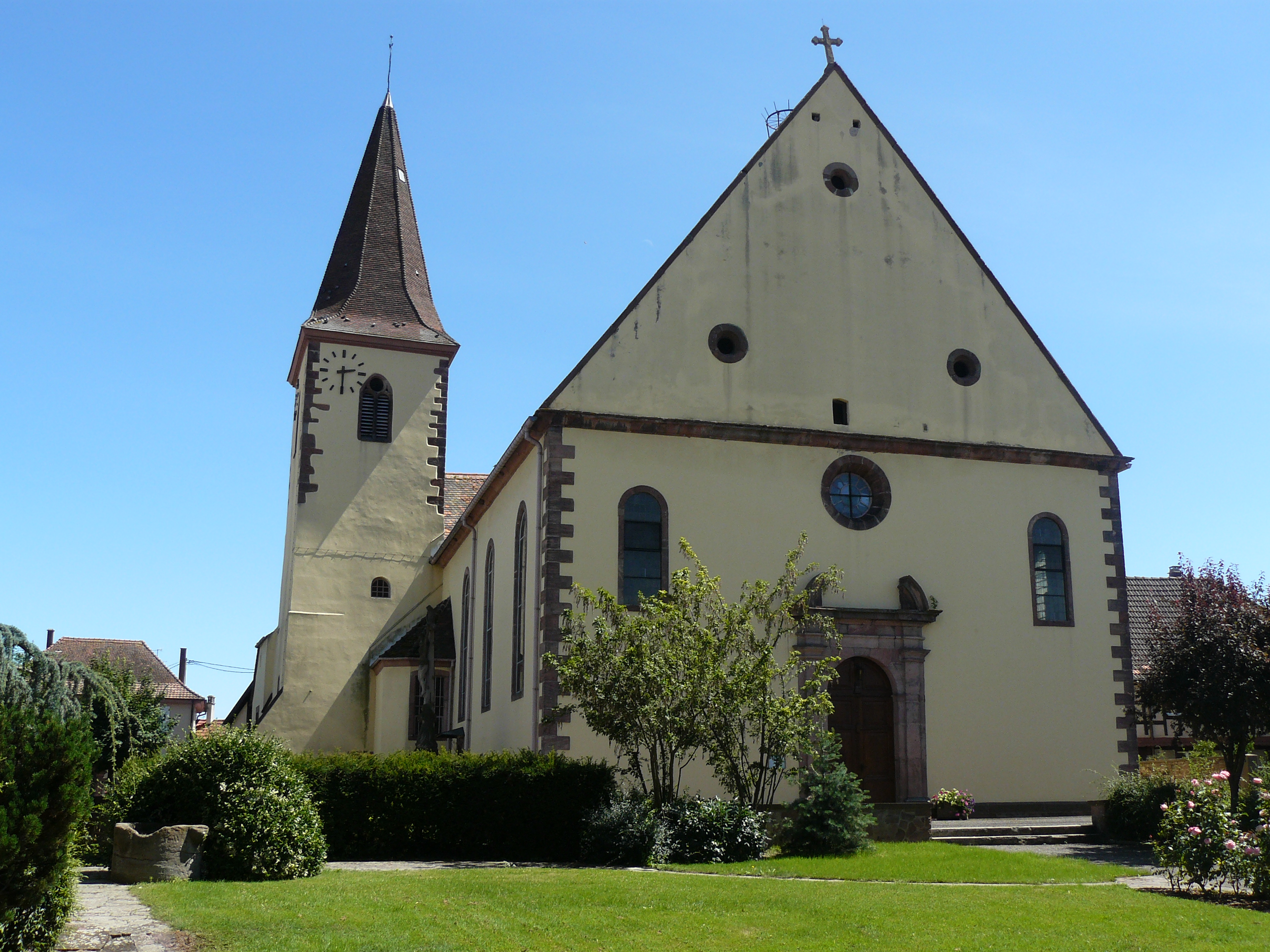
Église Saint-Léger.

### Église Saint-Léger
L'église Saint-Léger fut construite en 1741 sur un terre-plein à l'extrémité est de l'agglomération fortifiée. Elle a été construite dans un style baroque. Le clocher remonte au XIVe siècle et reste le seul témoignage des édifices antérieurs. Vers le VIIIe siècle, l'abbaye de Murbach possède des biens dans le village et y fonde une église. En 1278 et 1302, une église et son cimetière fortifié sont mentionnés dans le village.  Des travaux et des transformations se sont succédé depuis 1742. La toiture du clocher est refaite en 1772 et la nef est réparée et blanchie en 1774. On y conserve une statue de saint Maximin depuis 1807 dans la chapelle nord.
Le grand orgue à positif est l'œuvre des frères Callinet de Rouffach, en 1843,.

### Presbytère catholique
L'ancien presbytère fut construit en 1723 et 1724 au no 1 impasse du Cercle. Aujourd'hui, il se situe à l'emplacement d'une ancienne prison. La date gravée sur le linteau de la porte d'entrée indique qu'il fut construit en 1831. Depuis la Révolution, le curé résidait à la mairie, l'actuel périscolaire. Ce bâtiment s'appuie contre une tour du mur d'enceinte dont ne subsiste que la base, remployée comme terrasse,,,.

### La porte haute ou Obertor (1400)
La porte haute date de l'année 1400 et était l'une des portes d'entrée du village qui était cerné par un mur d'enceinte fortifié. Des travaux de rénovation ont été nécessaires pour réparer l'érosion subie à travers les siècles. Depuis début août 2009, les travaux de restauration sont achevés. L'entrée du village trouve ainsi son lustre d'antan et un blason tout neuf.

### Séchoirs à tabac
Cinq séchoirs à tabac furent construits par l’État en 1950 pour permettre aux planteurs de reprendre leurs activités après la destruction des séchoirs-hangars d'avant-guerre. Entièrement fabriqués en bois, ils possèdent de grands volets à claire-voie, ce qui permet une bonne circulation de l'air. Les terrains sur lesquels ils furent bâtis appartenaient à la commune, mais les tabaculteurs étaient copropriétaires ou locataires. Il ne reste actuellement que trois des cinq séchoirs d'origine.

### Tours d'enceinte duXIVeetXVIesiècles
Il existe deux tours d'enceinte, l'une située 5, rue du Château qui était commune aux remparts du XVIe siècle. La tour est couverte par un toit octogonal qui comporte quatre niveaux d'ouverture : des archères oblongues aux premier et deuxième niveaux, des meurtrières au troisième et des jours au quatrième. Situé à l'angle ouest des fortifications de la ville, le château fort est restauré en 1580 par Egenolphe III de Ribeaupierre. À partir du XVIe siècle la tour est dénommée Molckenbourg, et sert de résidence d'été aux Sires de Ribeaupierre. Le corps de logis formait un quadrilatère flanqué de deux grosses tours rondes. Un double fossé, séparé par une cour, défendait le château du côté du village. L'enceinte qui entourait la ville protégeait sur ses flancs extérieurs. Durant la guerre de Cent Ans, il subit deux sièges consécutifs et il est incendié en 1675. En ruine, le logis principal est rasé entre 1785 et 1788 et ses matériaux de construction sont récupérés. Les dépendances et la basse-cour ont été détruites lors des combats de décembre 1944, et seules demeurent encore les tours, désormais restaurées, correspondant au raccord des enceintes de la ville et du château.

### Tour Rousseau
La tour Rousseau, récemment acquise par la commune, vestige des anciennes fortifications de Guémar, a été mise en valeur tout récemment à la suite du défrichement du terrain mitoyen avec celui de la ville. Les ouvriers communaux ont défriché l'endroit, ce qui a eu pour effet de mettre l'ensemble en valeur. La commune va faire des travaux sur la toiture de la tour pour empêcher des infiltrations d'eau à l'intérieur. Cette tour enceinte comporte un encadrement de porte de style gothique en grès, surmonté d'un linteau daté de 1572. Les murs ont près de deux mètres d'épaisseur. Laissé à l'abandon pendant plusieurs décennies, l'ensemble (tour, et mur d'enceinte attenant) a été entièrement remonté pierre par pierre avec beaucoup de patience par un particulier, Gérard Rousseau, un mordu des vieilles pierres entre 1976 et 1981, d'où le nom de tour Rousseau donnée à cette vieille bâtisse entièrement remontée. Située sur le flanc sud-est des anciennes fortifications de la ville, au confluent du Muehlbach et de la Fecht, cette tour d'enceinte (Tour D, selon la nomenclature historique) faisait partie intégrante du dispositif de la cité depuis le XVIe siècle. À proximité de cette tour s'élevait une seconde enceinte dénommée "Fischertor" ou porte des pêcheurs, en référence aux pêcheurs établis sur le confluent (Ladhof),.

### Une canardière
Près de Guémar existe une canardière, où l'on attrapait autrefois chaque hiver, une grande quantité de canards sauvages (entre 7000 et 8000) dans les bonnes années. Cette canardière est située à mi-chemin de Guémar et d'Illhaeusern et a été créée par les seigneurs de Ribeaupierre, chasseurs et pécheurs passionnés. La Canardière est devenue un lieu de pêche depuis 1967. L'étang peu profond, s'étend sur un hectare au centre d'un terrain rectangulaire de quatre hectares de prés, plantés d'ormes, de chênes et de frênes, où peuvent se promener paons et canards. Il y existe un espace de jeux pour enfants constitué d'un toboggan et d'une balançoire. Le site est géré par l'Association pour la Restauration et la Conservation de la Canardière (ARCC).

## Personnalités liées à la commune
- Leo Jud, né à Guémar, pasteur à Zurich et savant hébraïsant (1482-1542)
- Georges Prost (Foussemagne 1915 - Guémar 1945), Compagnon de la Libération, Lieutenant de la 1ère DFL, Mort pour la France le 23 janvier 1945 à Guémar, près de l'ancienne maison forestière de Junghurst.